# Сонкёль
Сонкёль (Сонг-Кёль, Сон-Куль, Сон-Кёль, Сонгкёль, Сонкуль; кирг. Соңкөл) — крупное высокогорное озеро, зажатое в котловине между внутренними отрогами Тянь-Шаня. Расположено между грядами Сонкёл-Тоо и Молдо-Тоо, на высоте 3016 м выше уровня моря в северо-западной части Нарынской области (Кыргызстан). Является потенциальным объектом экологического туризма. Вокруг озера девственные пастбища и заповедная зона. Ближайший крупный населённый пункт — посёлок Чаек.
Сонкёль происходит от киргизских слов «соно» (дикая утка), «көл» (озеро). То есть «озеро в котором обитают дикие утки».

## Гидрография
Общая площадь зеркала — 278 км², объём пресной воды — 2,4 км³, длина — 28 км, ширина — 18 км. Средняя глубина — 8,6 м, максимальная — около 14 м. Котловина озера имеет тектоническое происхождение. Берега озера — низкие, береговая линия слабо изрезана, заболочена, местами заросла тростником. Озеро питают мелкие ручьи и речки с ледниковым питанием, вытекает одна река Сонкёль — впадающая справа в реку Нарын. Ледостав на озере наблюдается с конца сентября до конца мая.

## Флора и фауна
Восточная часть озера входит в состав Каратал-Жапырыкского государственного заповедника. В озере обитают 10 видов рыб, таких как сиг (Coregonus lavaretus Linnaeus, 1758), чир (Coregonus nasus Pallas, 1776), пелядь (Coregonus peled Gmelin, 1789), обыкновенная маринка (Schizothorax intermedius McClelland & Griffith, 1842), голый осман (Diptychus dybowskii Kessler, 1874), редкочешуйчатый осман (Diptychus gymnogaster Kessler, 1879), чешуйчатый осман (Diptychus maculatus Steindachner, 1866), осман Северцова (Diptychus sewerzowi Kessler, 1872), серый голец (Noemacheilus dorsalis Kessler, 1872) и тибетский голец (Noemacheilus stoliczkai Steindachner, 1866).
По разным оценкам на озере обитает от 41 до 69 видов птиц. Так же было отмечено 52 вида околоводных птиц. Озеро — важный пункт для миграции водоплавающих птиц, таких как журавль-красавка, горный гусь, чёрный аист и черноголовый хохотун.